# Týr
Týr (произносится Туйр — [tʰujr]) — метал-группа, сформированная в январе 1998 года уроженцами Фарерских островов, живущими в Копенгагене. Стиль группы характеризуется музыкальными рецензентами как прогрессив-фолк метал. Музыка группы основана на фарерской и скандинавской народной музыке, с легким налётом классической музыки. Название группы происходит от Тюра, бога воинской доблести в германо-скандинавской мифологии.

## История коллектива
После выпуска демоверсии нескольких своих композиций, общий тираж которого составил 80 копий, группа была замечена в музыкальных кругах Копенгагена, однако серьёзных предложений от звукозаписывающих компаний не поступало.
Прорывом для коллектива было участие в апреле 2001 года в музыкальном фестивале Prix Føroyar. «Ormurin Langi», композиция из первого демо, стала настоящим хитом. В начале 2002 года та же самая песня попала в вершины чартов Исландии и проложила путь к дальнейшей популярности коллектива.
В 2002 году Týr отыграли 30 концертов в 5 различных странах, Дании, Исландии, на своей родине Фарерских островах, Норвегии и Латвии. Особую популярность группа завоевала в Исландии и на родине.
В 2008 году Берлинский институт исследования фашизма и антифашизма (BIFFF, Berliner Institut für Faschismus-Forschung und Antifaschistische Aktion) осудил выступление ряда групп на местном фестивале (в том числе и Týr), так как в их стиле содержится множество символических элементов мифологии, воспевающих идеалы, схожие с идеалами фашистов. Подобные концерты, по мнению общественной организации BIFFF, становятся местами встречи для неонацистов. В то же время, участники Týr дистанцировались от взглядов этой части своих фанатов, о чём и заявили на своём веб-сайте.
Шестой альбом викинг-металлистов Týr, названный The Lay of Thrym, вышел 27 мая 2011 года на лейбле Napalm Records.
Весной 2014 года коллектив подвергся критике по причине того, что Хери Йонсен выложил на своей странице в Фейсбуке фотографии с забоя китов, ежегодно проходящего на Фарерских островах. В 2016 году группа вновь оказалась в центре внимания из-за китобойного промысла. Немецкие экологи обвинили Хери Йонсена в активном участии в забое китов-пилотов и пропаганде забоя в своих песнях. Активисты также призвали запретить Týr выступить в ряде клубах во время турне по Европе. В результате некоторые выступления музыкантов в Германии были отменены .

## Состав

### Текущие участники
- Хери Йонсен — вокал, ритм-гитара, соло-гитара (с 1998 года)
- Гуннар Х. Томсен — бас-гитара, бэк-вокал, басовые соло (с 1998 года)
- Тадеуш Рикманн — ударные (с 2016 года)
- Attila Vörös — гитара (c 2018 года)

### Бывшие участники
- Йен Йонсен — гитара, вокал (1998—2000 год)
- Пёль Арни Хольм — вокал (1998—2002 год)
- Аллан Стреймой — вокал (2002 год)
- Отто П. Аднарсон — гитара (2004)
- Кари Стреймой — ударные, бэк-вокал (1998—2013 год) покинул группу по состоянию здоровья
- Амон Джурхуус — ударные (2013—2016)
- Терьи Шибенеас — соло-гитара, бэк-вокал (2001—2018)

## Дискография
- 2002 — Ólavur Riddararós
- 2002 — How Far to Asgaard
- 2003 — Eric the Red
- 2006 — Ragnarok
- 2008 — Land
- 2009 — By the Light of the Northern Star
- 2011 — The Lay of Thrym
- 2013 — Valkyrja [9]
- 2019 — Hel
- 2024 — Battle Ballads

## Видео
1. Hail to the Hammer — 2002
2. Ormurin Langi — 2002
3. Regin Smiður — 2003
4. Lord of Lies — 2006
5. Sinklars Vísa — 2008
6. Hold the Heathen Hammer High — 2009
7. Flames of the Free — 2011
8. Blood of Heroes — 2013
9. The Lay of Our Love — 2014
10. Sunset Shore — 2019
11. Ragnars Kvæði — 2019
12. Dragons Never Die - 2024